# Lampe à souder

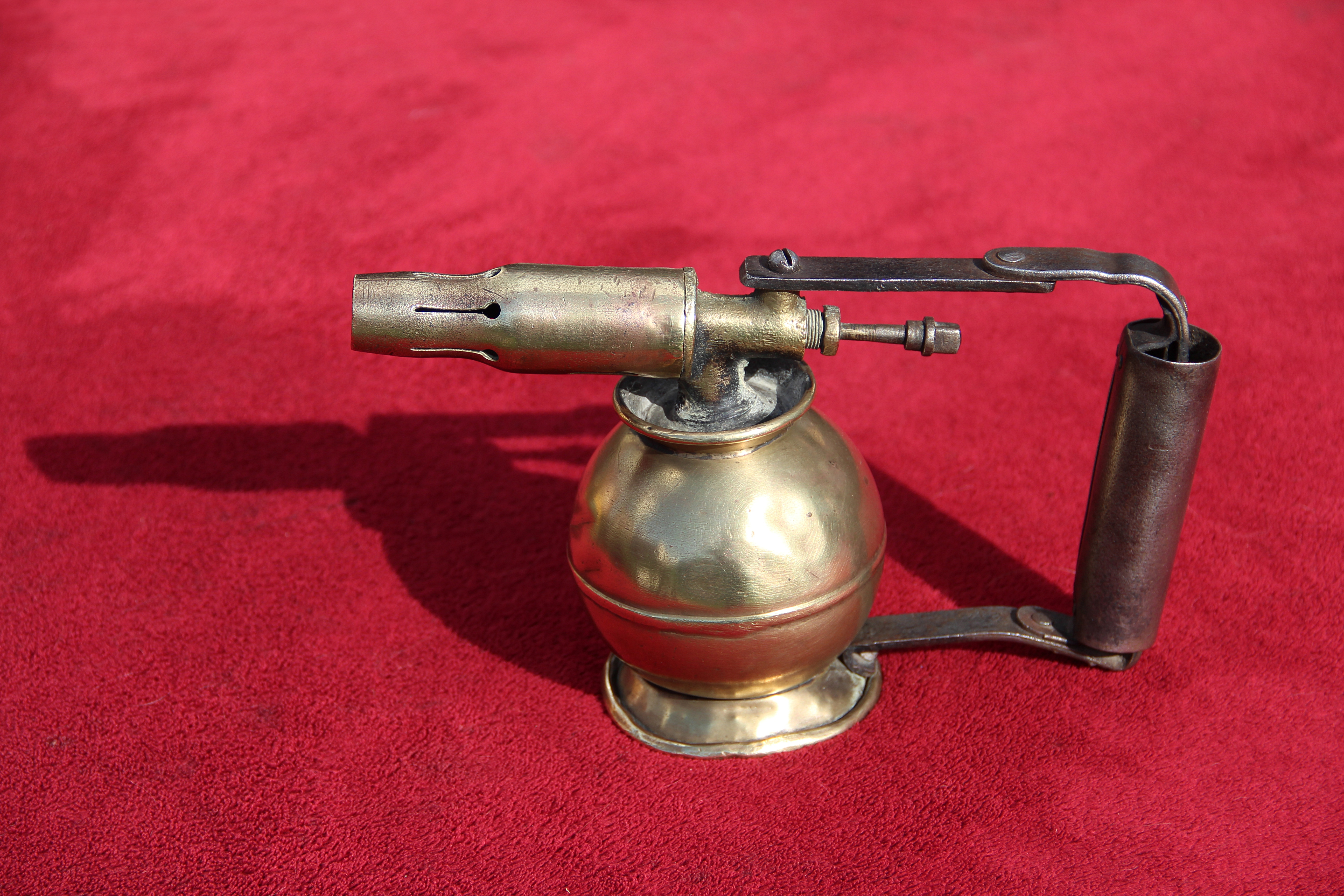
Lampe à souder SURMELIN (début du XXe siècle).

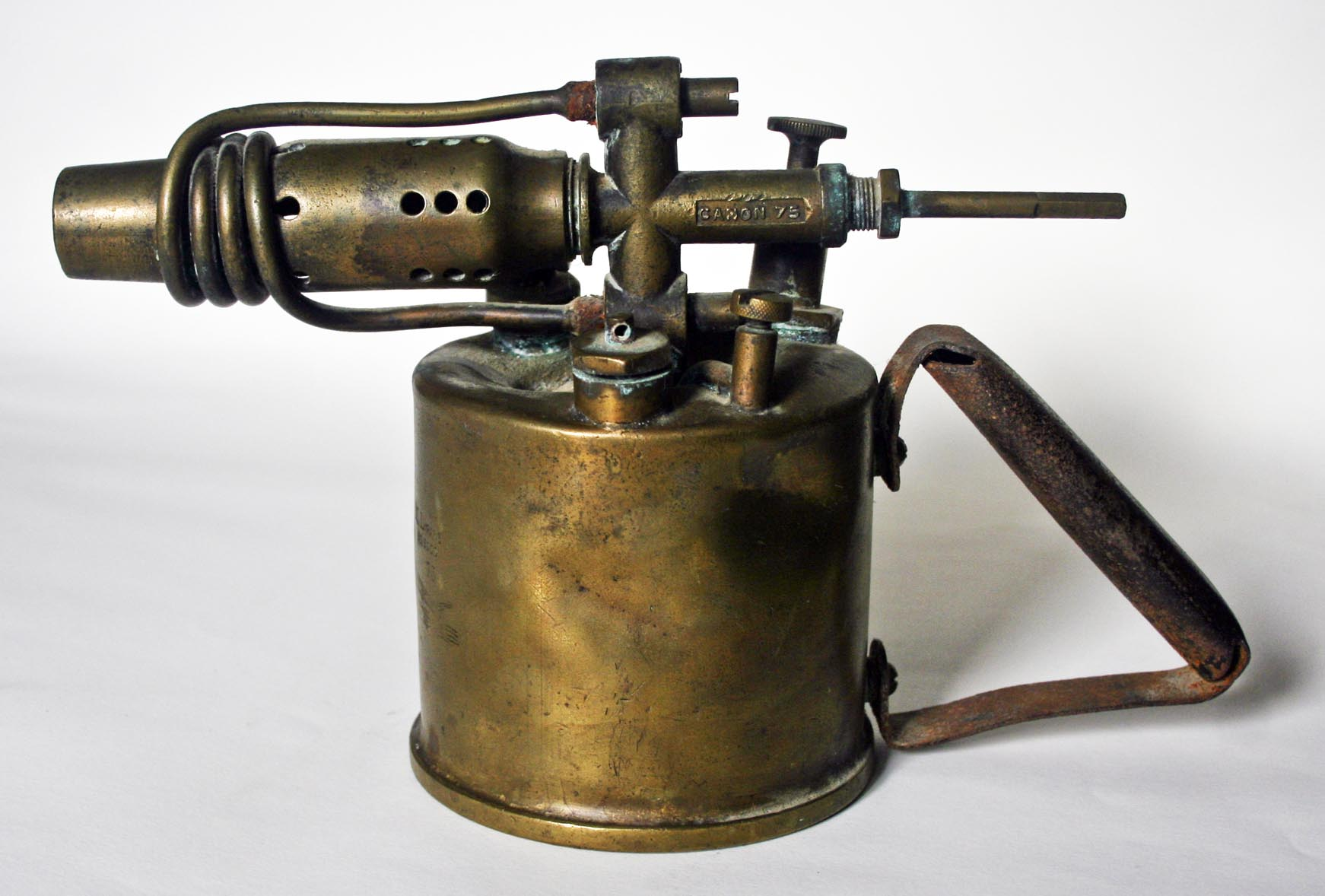
Lampe à braser ML Canon 75, modèle 4, Paris

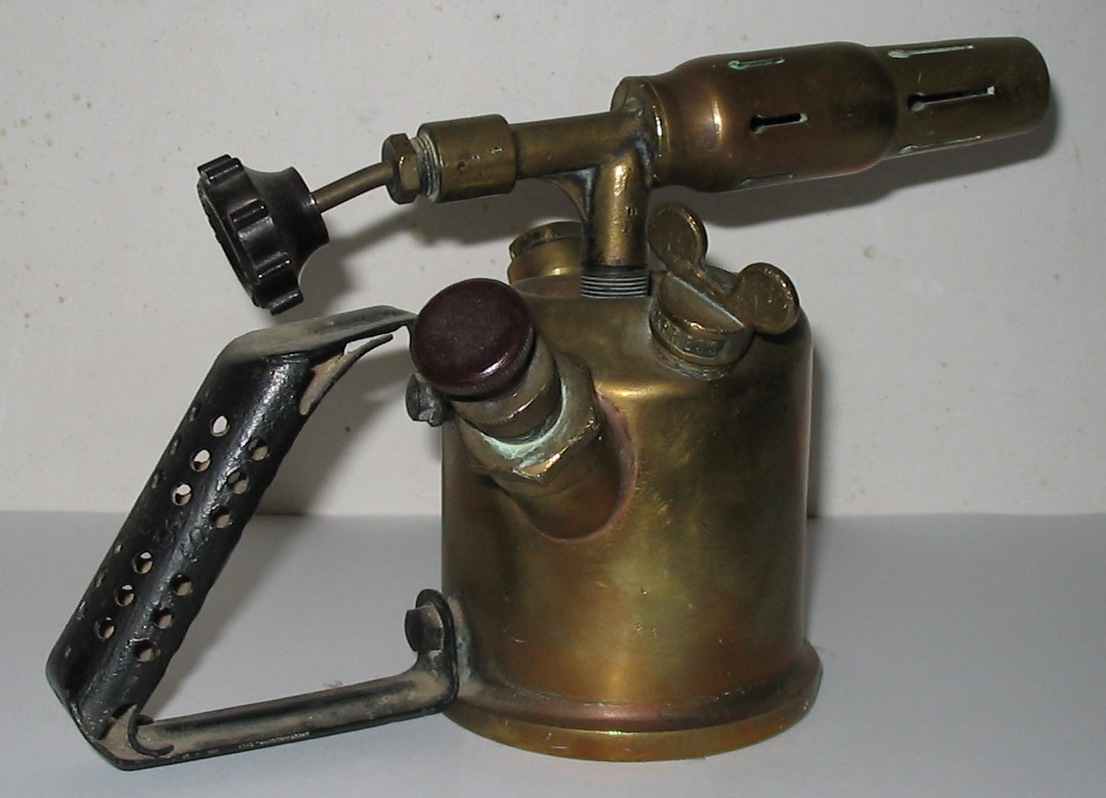
Lampe à souder à essence

Une lampe à souder est un outil portatif produisant une flamme continue, pour la soudure, le brasage et divers usages. C’était l’outil de base des plombiers et des couvreurs-zingueurs.

## Description
Un premier brevet de « torche à pétrole » a été déposé en France en 1791. Un autre modèle fut breveté aux États-Unis en 1856. Sous sa forme quasi-définitive, la lampe à souder à auto-vaporisation a été mise au point par Carl Richard Nyberg (en) en Suède, en 1882. Dans les années 1970 les lampes à souder à combustibles liquides ont presque entièrement disparu au profit des appareils à cartouches de gaz, sauf dans les pays (Inde, Chine, etc.) où l'approvisionnement en cartouches de gaz est difficile et où on continue à fabriquer des lampes « à l'ancienne », en cuivre.
La lampe à souder se compose d’une poignée, d’un réservoir de combustible contenant une mèche (pour les combustibles liquides) ou un tuyau (pour les gaz) aboutissant un bec brûleur, et de divers dispositifs d’ouverture et de réglage. Elle était à l’origine en cuivre ou laiton, la poignée devant protéger la main de la chaleur pouvait être en bois et plus tard en bakélite, de même que les boutons de réglage. Le combustible était soit l’acétylène (produit par l’action de l’eau sur du carbure de calcium), l’alcool à brûler, puis le pétrole, l’essence et enfin les gaz liquéfiés, butane ou propane. Les lampes actuelles fonctionnent avec des cartouches de gaz butane (pour les petits travaux et le grand public) ou propane (pour des usages professionnels), et les parties non métalliques sont en matières plastiques isolantes de la chaleur.
Elle servait essentiellement à réaliser les soudures des tuyaux en plomb de distribution d’eau et de gaz. Le plomb fondant à une température assez basse, la lampe à souder suffisait pour cet usage.

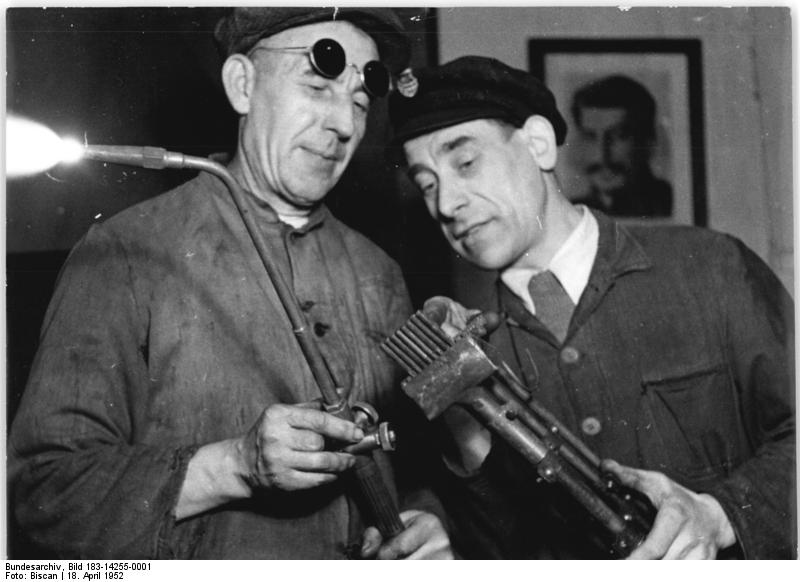
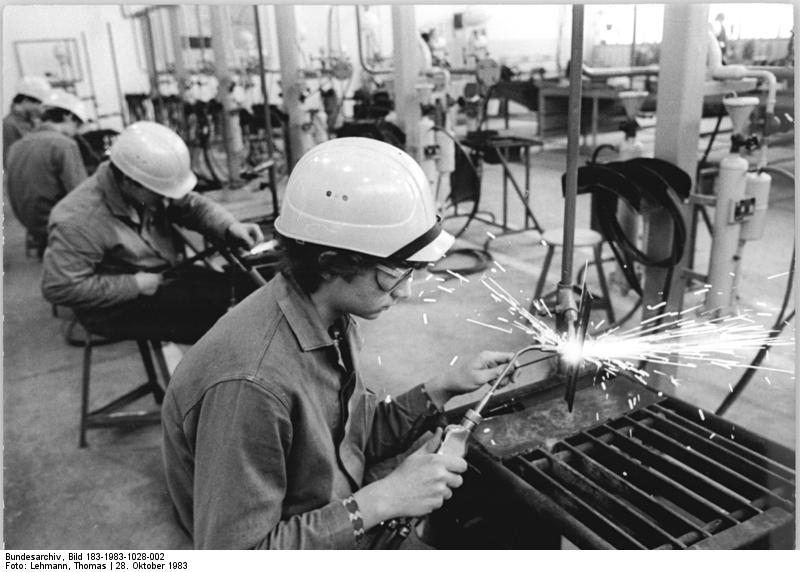
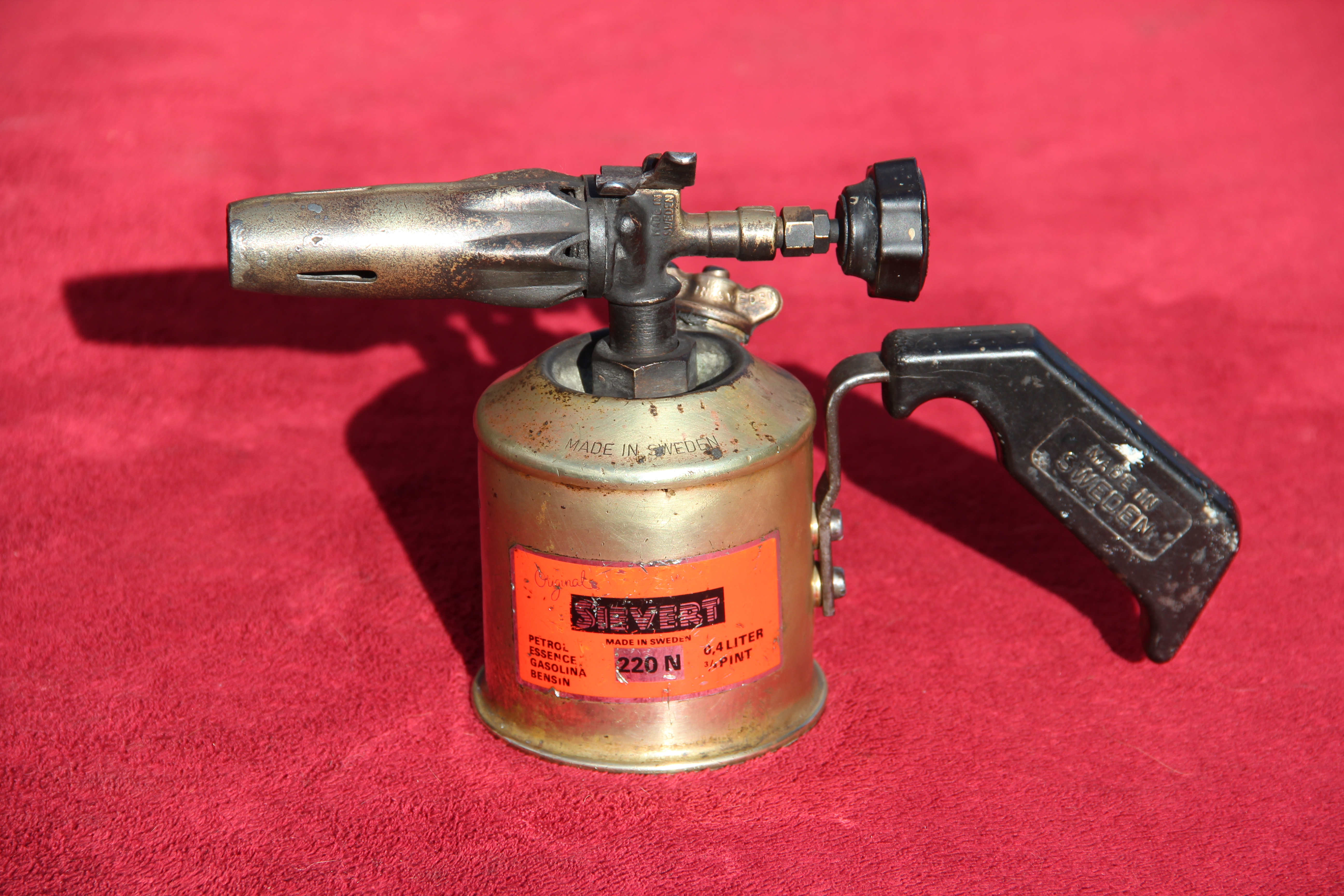
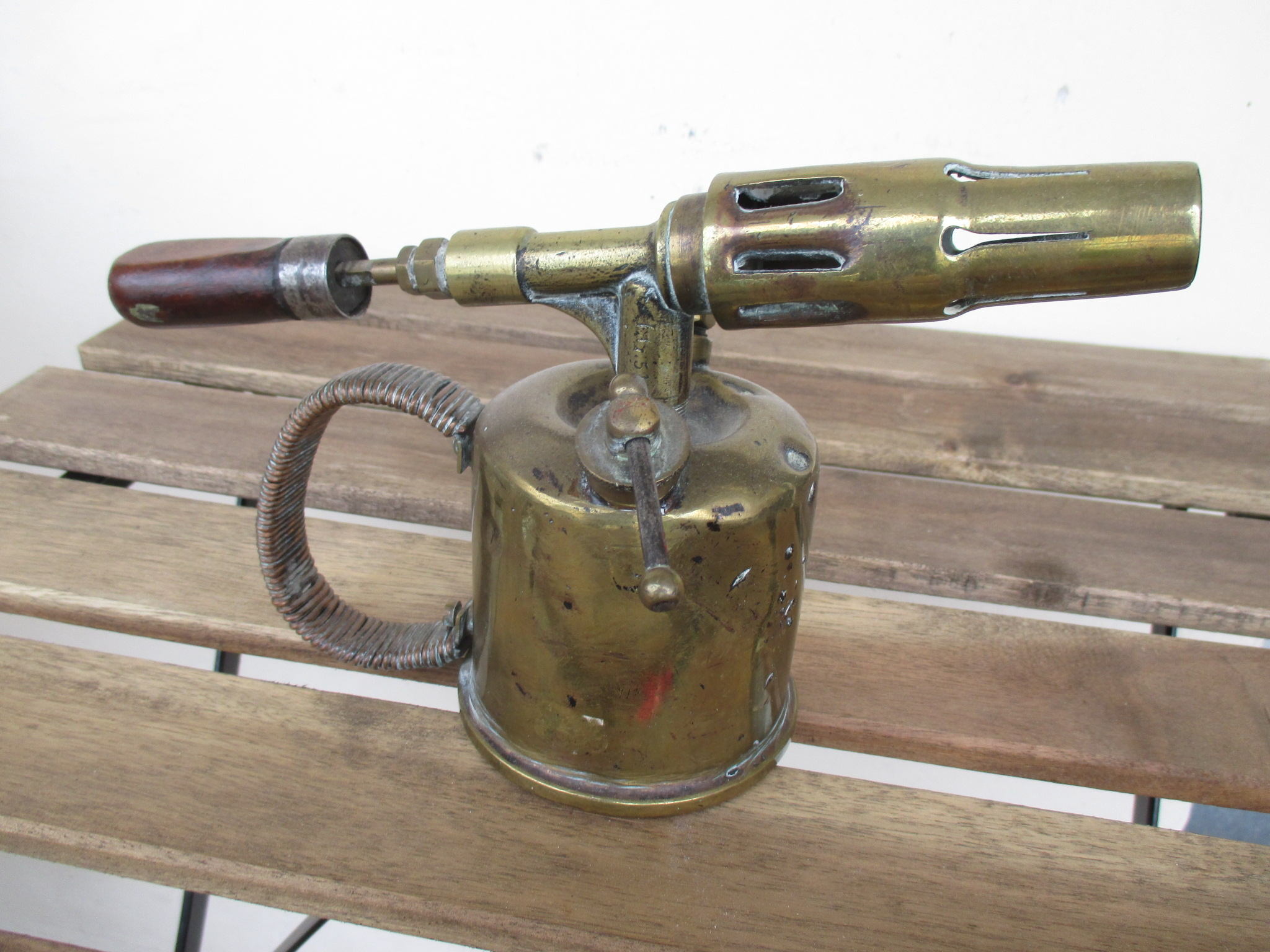
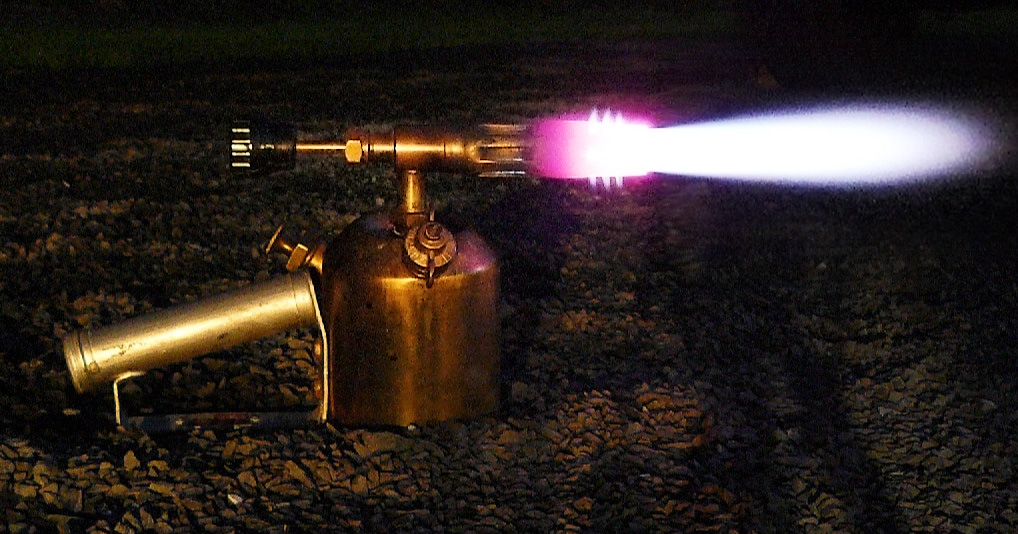
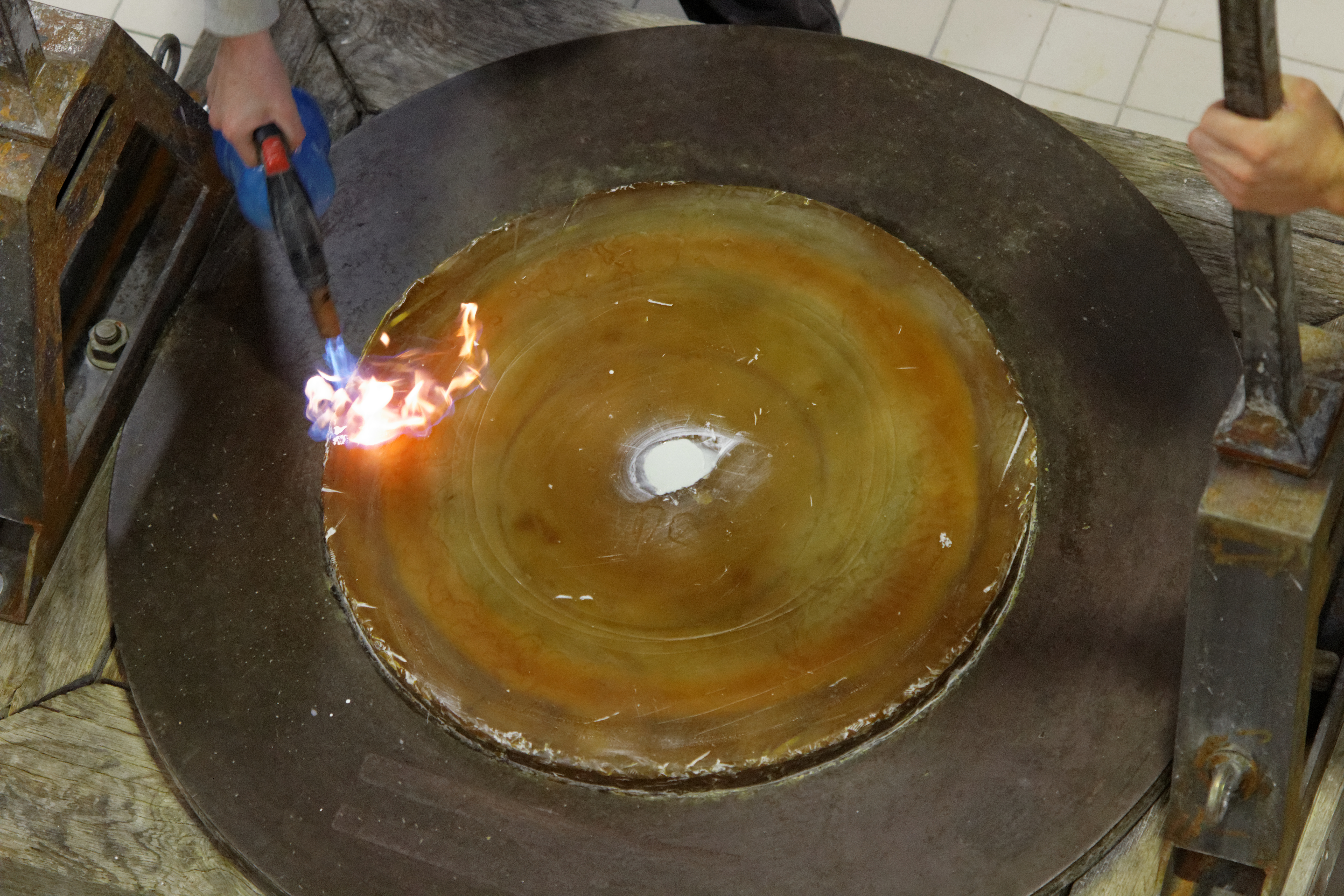
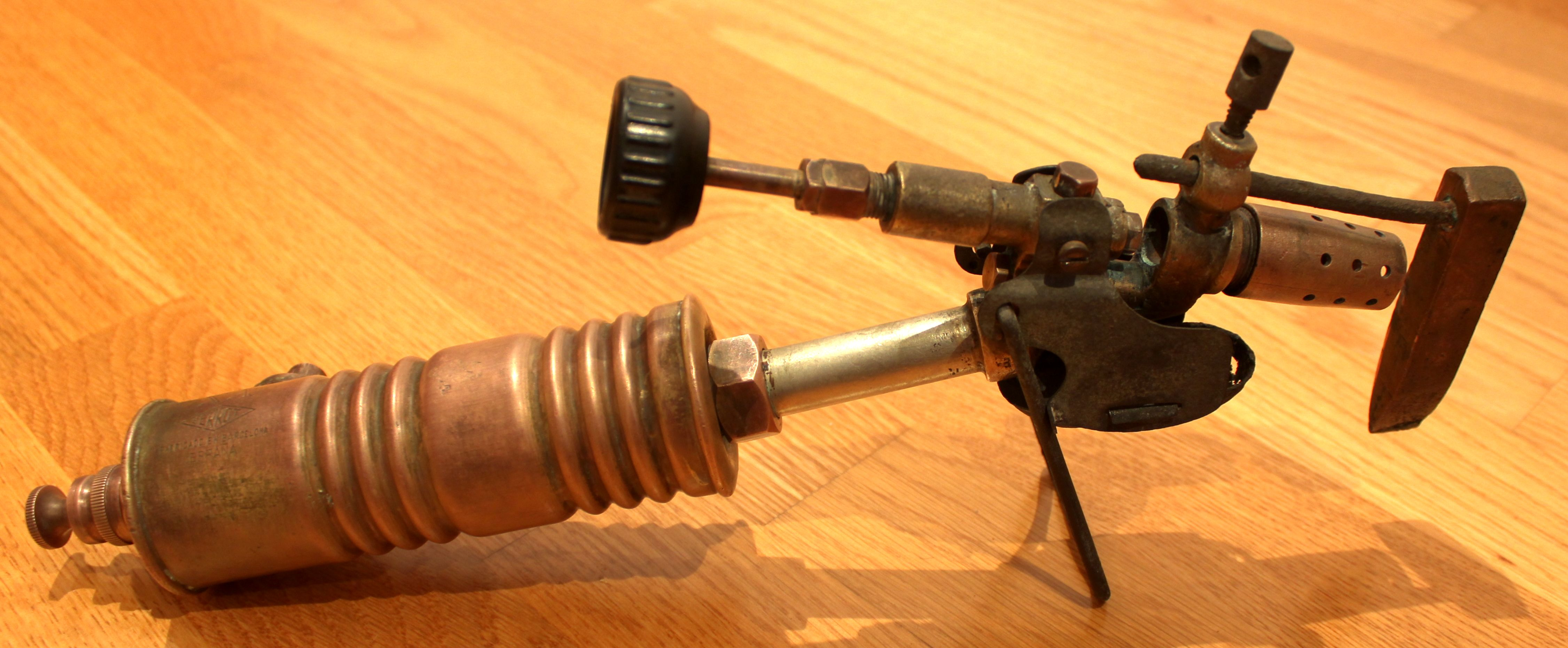
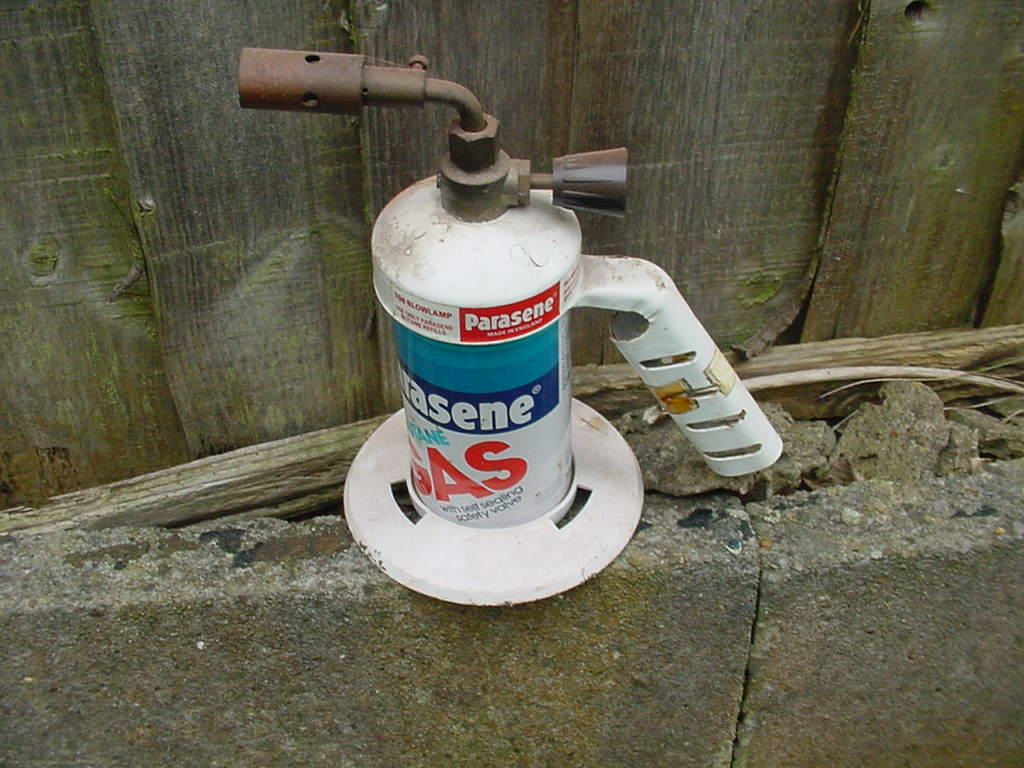
Lampe à souder au butane
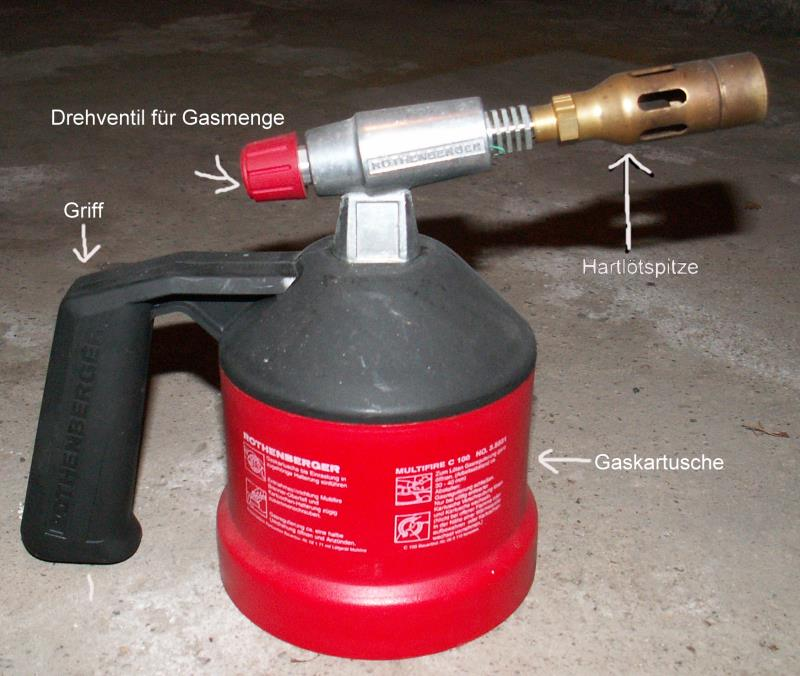

## Fonctionnement
Un peu de combustible est déposé dans un godet prévu à cet usage, situé près du tube brûleur et de la mèche du réservoir, et enflammé. La chaleur se communique aux vapeurs du gaz contenu dans le réservoir. En ouvrant le robinet, le gaz s’échappe par le tube et s’enflamme. Par un phénomène d’auto-vaporisation, le gaz chauffé est mis en pression et produit une flamme régulière qui dure tant qu’on ne referme pas le robinet. Une soupape de sécurité évite qu’un excès de pression à l’intérieur du réservoir ne le fasse exploser. Une pompe manuelle permet si besoin d’augmenter la pression, et une bague coulissante sur le tube du brûleur permet de régler la flamme, en bouchant ou non les trous d’aération à la base de celui-ci. 
Dans une lampe moderne, le gaz est sous pression dans la cartouche, il suffit donc de l’enflammer à l’ouverture du robinet.

## Usages
La lampe à souder servait (et sert toujours) essentiellement à la soudure et au brasage, mais aussi à tout ce qui peut requérir un chauffage rapide : le brûlage et le décapage des anciennes peintures, la désinfection, et aussi des usages occasionnels comme le réchauffage hivernal des moteurs de tracteurs diesel, le débouchage des canalisations gelées… En cuisine même, la lampe à souder permet de flamber rapidement les volailles ou de caraméliser une crème brûlée.
Des accessoires, comme une buse plate pour le brûleur, destinée au décapage des peintures, un brûleur à flamme dard pour les travaux précis, et même un accessoire fer à souder, sont aujourd'hui proposés par les fabricants.
Les petites lampes actuelles au butane permettent un brasage courant vers 600 ou 700 °C, supérieur à la soudure à l'étain, et peuvent atteindre des températures plus élevées (1 700 °C).

## Types de lampes à souder
Un grand nombre de fabricants a réalisé différents modèles de lampes à souder selon les usages requis. 
Les lampes à braser comportent un serpentin, ou chambre de volatilisation, qui fait plusieurs tours autour du brûleur pour amener le gaz du réservoir vers le brûleur : ainsi le gaz réchauffé produit-il une flamme plus forte.
Les lampes à souder anciennes, en métal, sont prisées par les collectionneurs.